# 문유정
문유정(1986년 1월 27일 ~ )은 대한민국의 성우이자 가수이다. 2012년 대원방송 3기 공채 성우로 데뷔하였다. 현재 프리랜서로 활동 중이다.

## TV 애니메이션 출연
굵은 글씨는 메인 캐릭터.

### 대원방송
- 기동전사 건담 AGE (대원방송) - 오넷
- 내 마음의 비밀 (애니박스)
- 달의 요정 세일러문 R (대원방송) - 루나, 데이지, 코앙
  - 달의 요정 세일러문 S (대원방송) - 루나, 미메트
  - 달의 요정 세일러문 SS - 루나, 팡팡(파라파라)
  - 달의 요정 세일러문 ST - 루나, 세일러 틴 냥코(세일러 비얀코)
- 디지몬 크로스워즈: 디지몬 헌터 (대원방송) - 이가영, 블로서몬
- 미나미家 세자매 4기 (애니박스) - 아츠코, 슈이치
- 바쿠만 (대원방송) - 아즈키의 어머니, 이와세
- 벨제바브 (대원방송) - 시즈카, 유카
- 소년탐정 김전일 ORIGINAL 2 (대원방송) - 사요코, 미호, 카렌, 미카
  - 소년탐정 김전일 ORIGINAL 3 (대원방송) - 리오, 아야카, 키토, 에밀리, 아카네, 미오, 아네트
  - 소년탐정 김전일 ORIGINAL 스페셜 (대원방송) - 레오나,
- 스마일 프리큐어! (대원방송) - 캔디
- 스위트 프리큐어♪ (대원방송) - 호죠 마리아, 앵무새
- 왕괴짜 돈만이 (대원방송) - 주희
- 울트라 키즈짱 (대원방송) - 루디
- 츠리타마 (대원방송) - 사쿠라
- 캡틴 근육맨 (대원방송)
- 팩맨과 유령의 모험 (애니박스) - 핑키
- 페어리 테일 5 별하늘의 열쇠 (대원방송) - 미셸, 이미테이시아
  - 페어리 테일 6 대마투연무 (대원방송) - 제니, 플레어, 밀리아나
- 완다가 간다 (디즈니 채널) - 도미네이터
- 원피스 New 홀케이크 아일랜드 편 - 샬롯 푸딩
- 해피해피 다마고치! - 마네네치, 다마스테치, 버스테치, 아히루구치

### KBS
파파독 시즌 2 - 강은아/강은아의 엄마

### 타방송사
- 파파독 시즌 2 (투니버스) - 강은아/강은아의 엄마
- 차징 탑스피너 (MBC) - 제냐
- 새콤달콤 캐치! 티니핑 (재능TV) - 포실핑

### 영화 애니 더빙
- 소년탐정 김전일 ORIGINAL 극장판: 오페라 극장 또 하나의 살인 (대원방송) - 리오
- 짱구는 못말려 극장판: 태풍을 부르는 나와 우주의 프린세스 (극장) - 채성아
- 짱구는 못말려 극장판: 엄청 맛있어! B급 음식 서바이벌! (극장) - 캐비아
- 페어리 테일: 봉황의 무녀 (극장) - 모몬
- 달빛궁궐 (극장) - 엄마

### 외주제작 드라마 더빙
- 가면라이더 오즈 (대원방송) - 정세린 (아리스에 마유코)
- 가면라이더 포제 (대원방송) - 전소리 (코난 유카)
- 파워레인저 고버스터즈 (대원방송) - 라비 / 옐로 버스터 (코미야 아리사)
- 파워레인저 트레인포스 (애니원/챔프) - 웨건
- 퓨어엔젤 미라클 매직 (투니버스) - 지태

### 게임 더빙
- 더 워킹 데드 시즌1 - 아이린
- 하얀고양이 프로젝트 - 키노
- 리그 오브 레전드 - 탈리야
- 오버워치 - 브리기테
- 하스스톤 - 시간땜장이 토키
- 메이플스토리 - 호영 남자 호영 성우는 남도형
- 그랜드체이스 - 데카네
- 원신 - 야에 미코

### 오디오 드라마
- 네이버웹툰 내남편과결혼해줘 - 정수민
- 네이버웹툰 신부가필요해 - 고은채

## 드라마 출연
- 기막힌 이야기 실제상황 - 164(박신희 성우와 함께 출연), 201회